# Acidiella denotata
Acidiella denotata
 es una especie de insecto del género Acidiella de la familia Tephritidae del orden Diptera. 
Hardy la describió científicamente por primera vez en el año 1970.